# خوزیما
خوزیما (انگلیسی: Josema؛ زادهٔ ۶ ژوئن ۱۹۹۶) بازیکن فوتبال اهل اسپانیا است.
از باشگاه‌هایی که در آن بازی کرده‌است می‌توان به باشگاه فوتبال رئال مورسیا و باشگاه فوتبال آلمریا اشاره کرد.
وی همچنین در تیم ملی فوتبال زیر ۱۷ سال اسپانیا بازی کرده‌است.